# Hans Siegenthaler
Hans Siegenthaler (1923. február 5. – 2007) svájci labdarúgócsatár.